# Otto Fries
Pour les articles homonymes, voir Fries.
Otto Fries, né le 28 octobre 1887 à Saint-Louis (Missouri) et mort le 15 septembre 1938 à Los Angeles, est un acteur américain.

## Filmographie partielle
- 1922 : The Weak-End Party de Gilbert M. Anderson
- 1923 : The Handy Man
- 1928 : À la soupe (From Soup to Nuts) de Edgar Kennedy
- 1931 : Monnaie de singe (Monkey Business) de Norman Z. McLeod
- 1933 : Prologues (Footlight Parade) de Lloyd Bacon et Busby Berkeley
- 1935 : Anna Karénine (Anna Karenina) de Clarence Brown
- 1935 : Une nuit à l'opéra (A Night at the Opera) de Sam Wood